# Isla El Alambre
Islote El Alambre är en ö i Mexiko.   Den ligger i delstaten Baja California Sur, i den västra delen av landet, 1 800 km nordväst om huvudstaden Mexico City. Arean är 8,0 kvadratkilometer.
Terrängen på Islote El Alambre är mycket platt. Öns högsta punkt är 10 meter över havet. Den sträcker sig 4,9 kilometer i nord-sydlig riktning, och 6,3 kilometer i öst-västlig riktning.  Trakten runt Islote El Alambre är ofruktbar med lite eller ingen växtlighet.